# Holandia na Letnich Igrzyskach Olimpijskich 1924

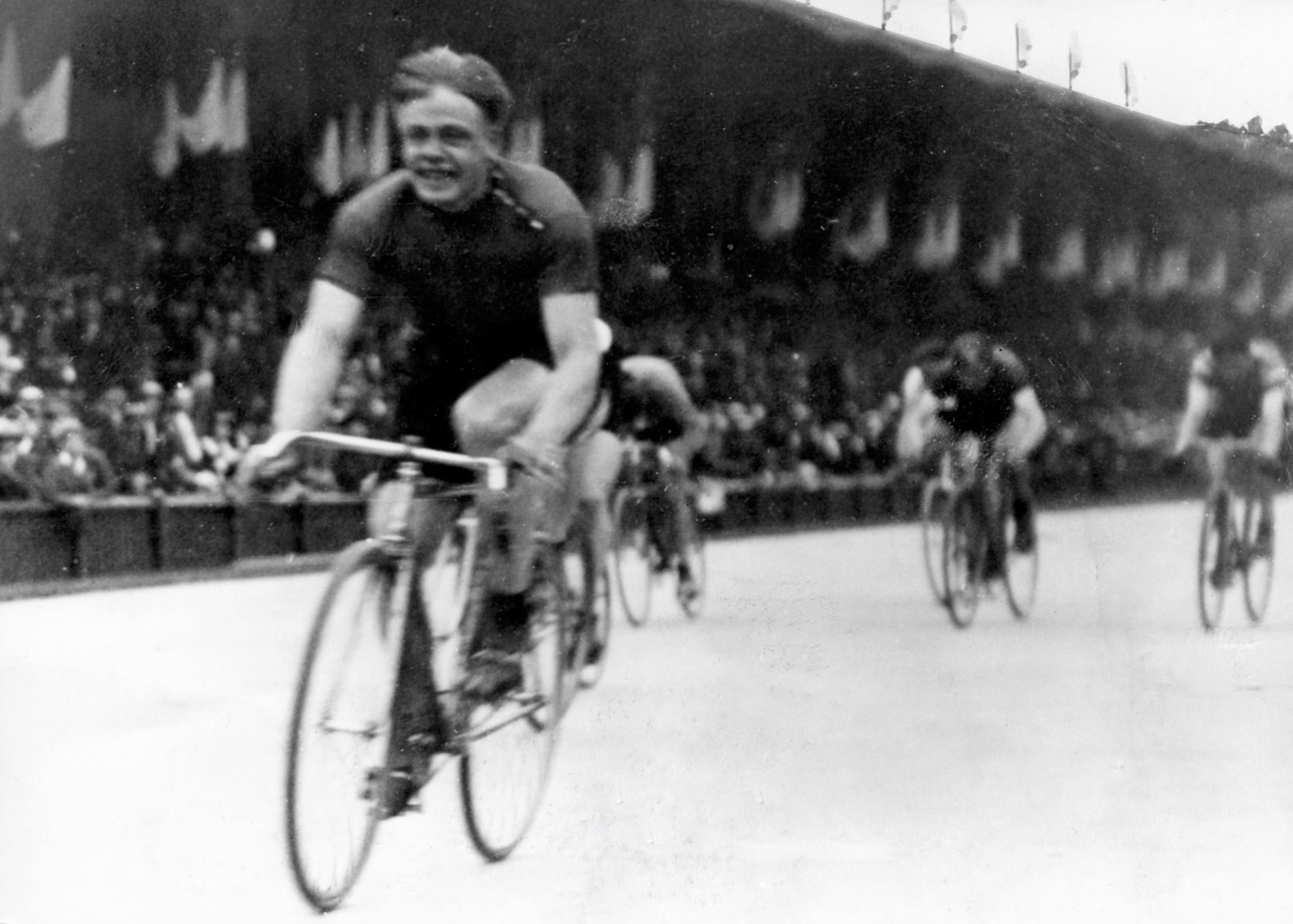
Ko Willems, zdobywca złotego medalu podczas igrzysk

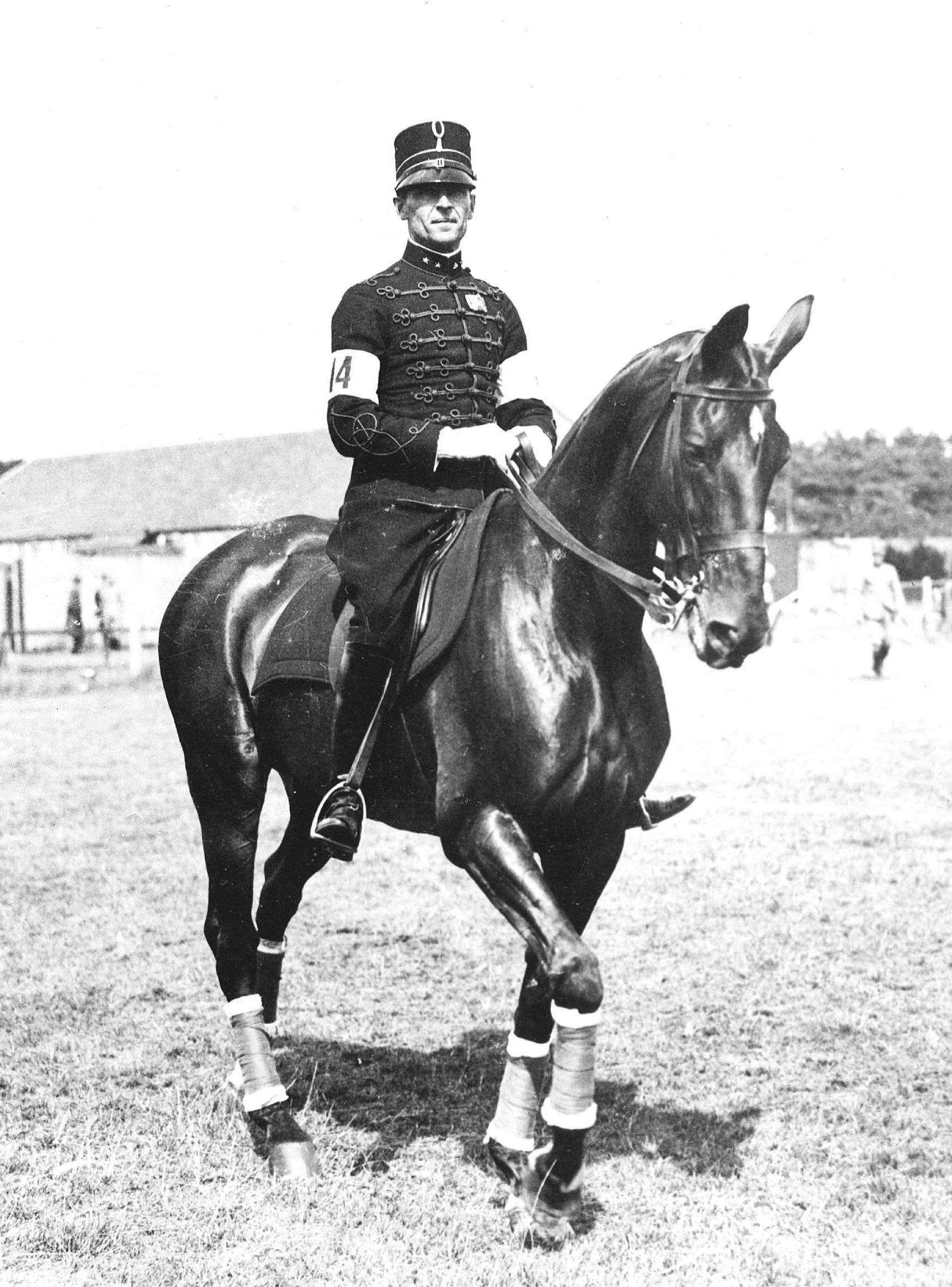
Dolf van der Voort van Zijp, zdobywca dwóch złotych medali

Holandię na Letnich Igrzyskach Olimpijskich 1924 reprezentowało 177 zawodników: 168 mężczyzn i 9 kobiet. Był to 5. start reprezentacji Holandii na letnich igrzyskach olimpijskich.
Najstarszym holenderskim olimpijczykiem biorącym udział w tych igrzyskach olimpijskich był 46-letni jeździec Jan van Reede, zaś najmłodszym 15-letni bokser, Huub Baarsgarst.

## Zdobyte medale
| Medal    | Zawodnik | Dyscyplina      | Konkurencja          | Data     |
| -------- | --- | --------------- | -------------------- | -------- |
| · Złoto  | Ko Willems | · Kolarstwo     | 50 km mężczyzn       | 27 lipca |
| · Złoto  | Dolf van der Voort van Zijp                                                                                     | · Jeździectwo   | WKKW – indywidualnie | 26 lipca |
| · Złoto  | Antonius Colenbrander Gerard de Kruijff Charles Pahud de Mortanges Dolf van der Voort van Zijp                  | · Jeździectwo   | WKKW – drużynowo     | 26 lipca |
| · Złoto  | Teun Beijnen Willy Rösingh                                                                                      | · Wioślarstwo   | dwójka bez sternika  | 17 lipca |
| · Srebro | Jaap Meijer | · Kolarstwo     | Sprint               | 27 lipca |
| · Brąz   | Jan de Vries Jaap Boot, Harry Broos Rinus van den Berge                                                         | · Lekkoatletyka | Sztafeta 4 × 100 m   | 13 lipca |
| · Brąz   | Gerard Bosch van Drakestein Maurice Peeters                                                                     | · Kolarstwo     | tandemy              | 27 lipca |
| · Brąz   | Adrianus de Jong Jetze Doorman Hendrik Scherpenhuijzen Jan van der Wiel Maarten van Dulm Henri Wijnoldy-Daniëls | · Szermierka    | szabla drużynowo     | 15 lipca |
| · Brąz   | Johan Carp Anthonij Guépin Jan Vreede                                                                           | · Żeglarstwo    | 6 metrów             | 26 lipca |
| · Brąz   | Cornelia Bouman Hendrik Timmer                                                                                  | · Tenis         | Gra mieszana         | 21 lipca |

## Skład kadry

### Boks
| Zawodnik         | Konkurencja     | 1/16               | 1/8              | Ćwierćfinał      | Półfinał         | Finał 3.miejsce  | Finał 3.miejsce |
| Zawodnik         | Konkurencja     | Przeciwnik Wynik   | Przeciwnik Wynik | Przeciwnik Wynik | Przeciwnik Wynik | Przeciwnik Wynik | Miejsce         |
| ---------------- | --------------- | ------------------ | ---------------- | ---------------- | ---------------- | ---------------- | --------------- |
| Leo Turksma      | waga musza      | BYE                | James McKenzie P | NQ               | NQ               | NQ               | NQ              |
| Arij Smit        | waga kogucia    | BYE                | Alf Barber P     | NQ               | NQ               | NQ               | NQ              |
| Herman Levij     | waga piórkowa   | BYE                | Joseph Salas P   | NQ               | NQ               | NQ               | NQ              |
| Huub Huizenaar   | waga lekka      | Charles Sinclair P | NQ               | NQ               | NQ               | NQ               | NQ              |
| Ko Cornelissen   | waga półśrednia | Alf Pedersen W     | Patrick Dwyer P  | NQ               | NQ               | NQ               | NQ              |
| Louis Meeuwessen | waga średnia    | Øivind Jensen P    | NQ               | NQ               | NQ               | NQ               | NQ              |
| Karel Miljon     | waga półciężka  | Harry Mitchell P   | NQ               | NQ               | NQ               | NQ               | NQ              |
| Henk de Best     | waga ciężka     | A/A                | BYE              | Robert Larsen W  | Søren Petersen P | Alfredo Porzio P | 4.              |

### Jeździectwo
| Konkurencja              | Zawodnik      | Koń            | Finał | Finał |
| Konkurencja              | Zawodnik      | Koń            | Wynik | Poz.  |
| ------------------------ | ------------- | -------------- | ----- | ----- |
| Ujeżdżenie indywidualnie | Jan van Reede | Slieve-Gallion | 232,0 | 14.   |

| Konkurencja        | Zawodnik                                                                                       | Koń            | Ujeżdżenie          | Próba terenowa      | Skoki               | Razem  | Pozycja |
| ------------------ | ---------------------------------------------------------------------------------------------- | -------------- | ------------------- | ------------------- | ------------------- | ------ | ------- |
| WKKW indywidualnie | Dolf van der Voort van Zijp                                                                    | Silver Piece   | 174                 | 1402,0              | 400                 | 1976,0 | złoto   |
| WKKW indywidualnie | Charles Pahud de Mortanges                                                                     | Johnny Walker  | 174                 | 1334,0              | 320                 | 1828,0 | 4.      |
| WKKW indywidualnie | Gerard de Kruijff                                                                              | Addio          | 170                 | 1303,5              | 20                  | 1493,5 | 13.     |
| WKKW indywidualnie | Antonius Colenbrander                                                                          | King of Hearts | 177                 | 595,5               | 180                 | 952,5  | 25.     |
| WKKW drużynowo     | Dolf van der Voort van Zijp Charles Pahud de Mortanges Gerard de Kruijff Antonius Colenbrander | jak wyżej      | punktacja jak wyżej | punktacja jak wyżej | punktacja jak wyżej | 5297,5 | złoto   |

### Kolarstwo

#### Kolarstwo szosowe
| Zawodnik                                                | Konkurencja                    | Czas       | Pozycja |
| ------------------------------------------------------- | ------------------------------ | ---------- | ------- |
| Cor Heeren                                              | jazda indywidualna na czas (m) | 6:41:50,8  | 13.     |
| Jan Maas                                                | jazda indywidualna na czas (m) | 6:51:05,0  | 19.     |
| Philippus Innemee                                       | jazda indywidualna na czas (m) | 7:04:32,0  | 26.     |
| Martinus Vlietman                                       | jazda indywidualna na czas (m) | 7:07:32,4  | 29.     |
| Cor Heeren Jan Maas Philippus Innemee Martinus Vlietman | jazda drużynowa na czas (m)    | 20:37:27,8 | 6.      |

#### Kolarstwo torowe
| sprint                          | Maurice Peeters                                                               | b.d                              | 1.  | N/A | N/A | George Dempsey János Grimm        | 2.  | Guglielmo Bossi Willy Falck Hansen Miloš Knobloch | 2.   | NQ                                  | NQ  | NQ                                                           | NQ        | NQ     |    |    |    |    |    |    |
| sprint                          | Jaap Meijer                                                                   | Louis Mermillod Ferenc Uhereczky | 1.  | N/A | N/A | Willy Falck Hansen Miloš Knobloch | 1.  | N/A]                                              | N/A] | Oscar Guldager Francesco Del Grosso | 1.  | Lucien Michard Jean Cugnot                                   | 2.        | srebro |    |    |    |    |    |    |
| tandemy                         | Gerard Bosch van Drakestein Maurice Peeters                                   | János Grimm, Ferenc Uhereczky    | 1.  | N/A | N/A | N/A                               | N/A | N/A                                               | N/A  | N/A                                 | N/A | Lucien Choury, Jean Cugnot Edmund Hansen, Willy Falck Hansen | 3.        | brąz   |    |    |    |    |    |    |
| 50 km                           | Ko Willems                                                                    | N/A                              | N/A | N/A | N/A | N/A                               | N/A | N/A                                               | N/A  | N/A                                 | N/A | N/A                                                          | 1:18:24,0 | złoto  |    |    |    |    |    |    |
| 50 km                           | Jan Maas                                                                      | N/A                              | N/A | N/A | N/A | N/A                               | N/A | N/A                                               | N/A  | N/A                                 | N/A | N/A                                                          | b.d       | 7.     |    |    |    |    |    |    |
| Wyścig drużynowy na dochodzenie | Gerard Bosch van Drakestein Jan Maas Simon van Poelgeest Franciscus Waterreus | Belgia                           | b.d | 2.  | N/A | N/A                               | N/A | NQ                                                | NQ   | NQ                                  | NQ  | NQ                                                           | NQ        | NQ     | NQ | NQ | NQ | NQ | NQ | NQ |

### Lekkoatletyka
Konkurencje biegowe
| Konkurencja                 | Zawodnik                                               | Eliminacje | Eliminacje | Ćwierćfinał | Ćwierćfinał | Półfinał | Półfinał | Finał | Finał   |
| Konkurencja                 | Zawodnik                                               | Wynik      | Miejsce    | Wynik       | Miejsce     | Wynik    | Miejsce  | Wynik | Miejsce |
| --------------------------- | ------------------------------------------------------ | ---------- | ---------- | ----------- | ----------- | -------- | -------- | ----- | ------- |
| 100 m                       | Harry Broos                                            | 11,0       | 1.         | 11,1        | 3.          | NQ       | NQ       | NQ    | NQ      |
| 100 m                       | Johannes van Kampen                                    | 11,2       | 2.         | b.d         | 3.          | NQ       | NQ       | NQ    | NQ      |
| 100 m                       | Rinus van den Berge                                    | 11,1       | 2.         | b.d         | 4.          | NQ       | NQ       | NQ    | NQ      |
| 100 m                       | Frits Lamp                                             | b.d        | 3.         | NQ          | NQ          | NQ       | NQ       | NQ    | NQ      |
| 200 m                       | Harry Broos                                            | 22,6       | 1.         | b.d         | 5.          | NQ       | NQ       | NQ    | NQ      |
| 200 m                       | Rinus van den Berge                                    | b.d        | 2.         | b.d         | 6.          | NQ       | NQ       | NQ    | NQ      |
| 200 m                       | Jan de Vries                                           | 23,2       | 3.         | NQ          | NQ          | NQ       | NQ       | NQ    | NQ      |
| 200 m                       | Johannes van Kampen                                    | 23,1       | 4.         | NQ          | NQ          | NQ       | NQ       | NQ    | NQ      |
| 400 m                       | Adriaan Paulen                                         | 52,0       | 2.         | 49,0        | 1.          | 48,2     | 4.       | NQ    | NQ      |
| 400 m                       | Wim Bolten                                             | 53,0       | 3.         | NQ          | NQ          | NQ       | NQ       | NQ    | NQ      |
| 400 m                       | Wim Kat                                                | 51,8       | 3.         | NQ          | NQ          | NQ       | NQ       | NQ    | NQ      |
| 400 m                       | Menso Menso                                            | b.d        | 4.         | NQ          | NQ          | NQ       | NQ       | NQ    | NQ      |
| 800 m                       | Adriaan Paulen                                         | 1:59,2     | 1.         | N/A         | N/A         | 1:58,8   | 4.       | NQ    | NQ      |
| 800 m                       | Menso Menso                                            | b.d        | 5.         | N/A         | N/A         | NQ       | NQ       | NQ    | NQ      |
| 800 m                       | Wim Bolten                                             | DNF        | DNF        | N/A         | N/A         | NQ       | NQ       | NQ    | NQ      |
| 1500 m                      | Jan Zeegers                                            | N/A        | N/A        | N/A         | N/A         | 4:21,0   | 4        | NQ    | NQ      |
| 5000 m                      | Jan Zeegers                                            | N/A        | N/A        | N/A         | N/A         | b.d      | 6.       | NQ    | NQ      |
| 3000 m z przeszkodami       | Jan Zeegers                                            | N/A        | N/A        | N/A         | N/A         | DNF      | DNF      | NQ    | NQ      |
| 110 m przez płotki          | Oscar van Rappard                                      | b.d        | 2.         | N/A         | N/A         | b.d      | 4.       | NQ    | NQ      |
| 110 m przez płotki          | Lau Spel                                               | b.d        | 4.         | N/A         | N/A         | NQ       | NQ       | NQ    | NQ      |
| 400 m przez płotki          | Oscar van Rappard                                      | b.d        | 5.         | N/A         | N/A         | NQ       | NQ       | NQ    | NQ      |
| sztafeta 4 × 100 m mężczyzn | Jaap Boot Harry Broos Jan de Vries Rinus van den Berge | 42,0       | 1.         | N/A         | N/A         | 42,2     | 1.       | 41,8  | brąz    |
| maraton                     | Cornelis Brouwer                                       | N/A        | N/A        | N/A         | N/A         | N/A      | N/A      | DNF   | DNF     |
| maraton                     | Teun Sprong                                            | N/A        | N/A        | N/A         | N/A         | N/A      | N/A      | DNF   | DNF     |
| chód na 10 km               | Henk Keemink                                           | N/A        | N/A        | N/A         | N/A         | DSQ      | DSQ      | NQ    | NQ      |

Konkurencje techniczne
| Konkurencja   | Zawodnik         | Eliminacje | Eliminacje | Finał | Finał   |
| Konkurencja   | Zawodnik         | Wynik      | Miejsce    | Wynik | Miejsce |
| ------------- | ---------------- | ---------- | ---------- | ----- | ------- |
| skok w dal    | Jaap Boot        | 6,86       | 2.         | NQ    | NQ      |
| skok w dal    | Hannes de Boer   | NM         | -          | NQ    | NQ      |
| trójskok      | Wim Peters       | 13,86      | 11.        | NQ    | NQ      |
| skok o tyczce | Harry de Keijser | 3,40       | 11.        | NQ    | NQ      |
| rzut młotem   | Henk Kamerbeek   | NM         | -          | NQ    | NQ      |

| Zawodnik         | Konkurencje   | Konkurencje                | Wyniki | Punkty  | Miejsce |
| ---------------- | ------------- | -------------------------- | ------ | ------- | ------- |
| Harry de Keijser | pięciobój     | skok w dal                 | 6,19   | 20      | 20.     |
| Harry de Keijser | pięciobój     | rzut oszczepem             | 44,07  | 17      | 17.     |
| Harry de Keijser | pięciobój     | Bieg na 200 m              | 24,2   | 15      | 15.     |
| Harry de Keijser | pięciobój     | rzut dyskiem               | DNS    | DNS     | DNS     |
| Harry de Keijser | pięciobój     | Bieg na 1500 m             | DNS    | DNS     | DNS     |
| Harry de Keijser | pięciobój     | Finał                      |        | 52      | 18.     |
| Harry de Keijser | dziesięciobój | bieg 100 m                 | 11,4   | 809,6   | 2.      |
| Harry de Keijser | dziesięciobój | skok w dal                 | 6,00   | 608,00  | 29.     |
| Harry de Keijser | dziesięciobój | pchnięcie kulą             | 11,31  | 597,0   | 10.     |
| Harry de Keijser | dziesięciobój | skok wzwyż                 | 1,60   | 538     | 21.     |
| Harry de Keijser | dziesięciobój | bieg 400 m                 | 54,6   | 759,36  | 18.     |
| Harry de Keijser | dziesięciobój | rzut dyskiem               | 38,41  | 741,60  | 1.      |
| Harry de Keijser | dziesięciobój | bieg na 110 m przez płotki | 19,0   | 620     | 23.     |
| Harry de Keijser | dziesięciobój | skok o tyczce              | 3,50   | 757,0   | 2.      |
| Harry de Keijser | dziesięciobój | rzut oszczepem             | 44,66  | 550,65  | 11.     |
| Harry de Keijser | dziesięciobój | bieg na 1500 m             | 5:15,4 | 528,4   | 17.     |
| Harry de Keijser | dziesięciobój | Finał                      |        | 6509,61 | 10.     |

### Pięciobój nowoczesny
| Zawodnik                          | Konkurencja   | Strzelanie | Strzelanie | Strzelanie | Pływanie | Pływanie | Pływanie | Szermierka | Szermierka | Jazda konna | Jazda konna | Jazda konna | Bieg przełajowy | Bieg przełajowy | Bieg przełajowy | Suma punktów | Pozycja |
| Zawodnik                          | Konkurencja   | Wynik      | M.         | Punkty     | Czas     | M.       | Punkty   | M.         | Punkty     | Wynik       | M.          | Punkty      | Czas            | M.              | Punkty          | Suma punktów | Pozycja |
| --------------------------------- | ------------- | ---------- | ---------- | ---------- | -------- | -------- | -------- | ---------- | ---------- | ----------- | ----------- | ----------- | --------------- | --------------- | --------------- | ------------ | ------- |
| Christiaan Tonnet                 | indywidualnie | 154        | 22.        | 22         | 6:03,4   | 12.      | 12       | 13.        | 13,5       | 112,5       | 16.         | 16          | 12:49,0         | 2.              | 2               | 65,5         | 8.      |
| Carolus Stoffels                  | indywidualnie | 180        | 6.         | 6          | 6:38,2   | 23.      | 23       | 26.        | 26,5       | 97,5        | 23.         | 23          | 14:50,0         | 24.             | 24              | 102,5        | 22.     |
| Karel, Jonkheer van den Brandeler | indywidualnie | 146        | 23.        | 23         | 6:56,4   | 27.      | 27       | 19.        | 19,5       | 130         | 7.          | 7           | 16:46,0         | 37.             | 37              | 113,5        | 27.     |
| Barent Momma                      | indywidualnie | 172        | 11.        | 11         | 7:40,4   | 30.      | 30       | 30.        | 30,5       | 75          | 30.         | 30          | 15:25,0         | 29.             | 29              | 130,5        | 31.     |

### Piłka nożna
Reprezentacja mężczyzn
| - Gerrit Visser - Ben Verweij - Henk Vermetten - Evert van Linge - Gejus van der Meulen - Hans Tetzner - Joop ter Beek - Albert Snouck Hurgronje - Dick Sigmond - Kees Pijl |  | - Jan Oosthoek - André le Fèvre - Peer Krom - Gerrit Horsten - Ber Groosjohan - Okkie Formenoij - Harry Dénis - Jan de Natris - Klaas Breeuwer |

Runda 2.
| 27 maja 1924 16:00 | Holandia · Hurgronje 8' · Pijl 32', 52', 66', 68' · de Natris 69' (k.) | 6–0Report | Rumunia | Stade Olympique, Colombes Widzów: 1000 Sędzia: Felix Herren (SUI) |
|                    |                                                                        |           |         |                                                                   |

 Ćwierćfinały 
| 2 czerwca 1924 17:00 | Holandia · Formenoi 7', 104' | 2–1 (dogrywka)Report | Irlandia · Ghent 33' | Stade de Paris Widzów: 2000 Sędzia: Heinrich Retschury (AUT) |
|                      |                              |                      |                      |                                                              |

 Półfinał 
| 6 czerwca 1924 17:00 | Urugwaj · Cea 62' · Scarone 81' (k.) | 2–1Report | Holandia · Pijl 32' | Stade Olympique, Colombes Widzów: 40 000 Sędzia: Georges Vallat (FRA) |
|                      |                                      |           |                     |                                                                       |

 Mecz o 3.miejsce 
| 8 czerwca 1924 16:00 | Szwecja · Kaufeldt 44' | 1–1Report | Holandia · le Fèvre 77' | Stade Olympique, Colombes Widzów: 9915 Sędzia: Heinrich Retschury (AUT) |
|                      |                        |           |                         |                                                                         |

| 9 czerwca 1924 14:30 | Szwecja · Rydell 34', 77' · Lundquist 42' | 3–1Report | Holandia · Formenoy 43' (k.) | Stade Olympique, Colombes Widzów: 40 522 Sędzia: Youssuf Mohamed (EGY) |
|                      |                                           |           |                              |                                                                        |

Reprezentacja Holandii zajęła 4. miejsce

### Piłka wodna
- Reprezentacja mężczyzn

| - Han van Senus - Karel Struijs - Jan den Boer - Willem Bokhoven |  | - Willy Bohlander - Gé Bohlander - Jakob Köhler |

Turniej główny

#### 1 Runda
| 14 lipca 1924 | Holandia | 7:0 | Szwajcaria |  |
| 11:15         |          |     |            |  |

#### Ćwierćfinał
| 15 lipca 1924 | Francja | 6:3 | Holandia |  |
| 17:00         |         |     |          |  |

Turniej o srebrny medal 

#### Półfinał
| 18 lipca 1924 | Stany Zjednoczone | 4:2 | Holandia |  |
| 17:00         |                   |     |          |  |

Reprezentacja Holandii została sklasyfikowana na 7. miejscu.

### Pływanie
Mężczyźni
| Konkurencja        | Zawodnik                                             | Eliminacje | Eliminacje | Półfinał | Półfinał | Finał | Finał   |
| Konkurencja        | Zawodnik                                             | Czas       | Miejsce    | Czas     | Miejsce  | Czas  | Miejsce |
| ------------------ | ---------------------------------------------------- | ---------- | ---------- | -------- | -------- | ----- | ------- |
| 100 m dowolnym     | Gé Dekker                                            | 1:11,8     | 5.         | NQ       | NQ       | NQ    | NQ      |
| 100 m dowolnym     | Pieter Jacobszoon                                    | 1:12,2     | 5.         | NQ       | NQ       | NQ    | NQ      |
| 400 m dowolnym     | Jakob Köhler                                         | 6:20,4     | 5.         | NQ       | NQ       | NQ    | NQ      |
| 100 m grzbietowym  | Aart van Wilgenburg                                  | 1:24,6     | 3.         | NQ       | NQ       | NQ    | NQ      |
| 100 m grzbietowym  | Pieter van Senus                                     | 1:24,8     | 3.         | NQ       | NQ       | NQ    | NQ      |
| 200 m klasycznym   | Gerlacus Moes                                        | 3:18,8     | 4.         | NQ       | NQ       | NQ    | NQ      |
| 4 × 200 m dowolnym | Gé Dekker Otto Hoogesteyn Jakob Köhler Frits Schutte | 11:05,2    | 2.         | 11:29,0  | 4.       | NQ    | NQ      |

Kobiety
| Konkurencja        | Zawodnik                                            | Eliminacje | Eliminacje | Półfinał | Półfinał | Finał  | Finał   |
| Konkurencja        | Zawodnik                                            | Czas       | Miejsce    | Czas     | Miejsce  | Czas   | Miejsce |
| ------------------ | --------------------------------------------------- | ---------- | ---------- | -------- | -------- | ------ | ------- |
| 100 m dowolnym     | Maria Vierdag                                       | 1:22,0     | 3.         | 1:21,2   | 4.       | NQ     | NQ      |
| 400 m dowolnym     | Truus Klapwijk                                      | 7:15,0     | 3.         | NQ       | NQ       | NQ     | NQ      |
| 400 m dowolnym     | Maria Vierdag                                       | 7:02,4     | 4.         | NQ       | NQ       | NQ     | NQ      |
| 200 m klasycznym   | Marie Baron                                         | DSQ        | DSQ        | NQ       | NQ       | NQ     | NQ      |
| 4 × 100 m dowolnym | Marie Baron Truus Klapwijk Maria Vierdag Ada Bolten | N/A        | N/A        | N/A      | N/A      | 5:45,8 | 6.      |

### Podnoszenie ciężarów
| Konkurencja    | Zawodnik      | Wyciskanie jednorącz | Podrzut jednorącz | Rwanie  | Wyciskanie oburącz | Podrzut oburącz | Łącznie  | Pozycja |
| -------------- | ------------- | -------------------- | ----------------- | ------- | ------------------ | --------------- | -------- | ------- |
| waga lekka     | Guus Scheffer | 62,5 kg              | 80 kg             | 80 kg   | 82,5 kg            | 110 kg          | 415 kg   | 7.      |
| waga półciężka | Jan Verheijen | 72,5 kg              | 77,5 kg           | 87,5 kg | 90 kg              | 120 kg          | 447,5 kg | 12.     |
| waga ciężka    | Ab Oord       | 70 kg                | 75 kg             | 92,5 kg | 90 kg              | 120 kg          | 447,5 kg | 14.     |

### Skoki do wody
Mężczyźni
| Konkurencja              | Zawodnik       | Eliminacje | Eliminacje | Finał | Finał   |
| Konkurencja              | Zawodnik       | Wynik      | Pozycja    | Wynik | Pozycja |
| ------------------------ | -------------- | ---------- | ---------- | ----- | ------- |
| wieża 10 m               | Henk Lotgering | 303        | 6.         | NQ    | NQ      |
| wieża 10 m               | Henk Hemsing   | 303        | 6.         | NQ    | NQ      |
| trampolina 3m            | Henk Lotgering | 459,2      | 5.         | NQ    | NQ      |
| trampolina 3m            | Henk Hemsing   | 455,2      | 3.         | 490,8 | 8.      |
| skoki standard i dowolne | Henk Lotgering | 116        | 7.         | NQ    | NQ      |
| skoki standard i dowolne | Henk Hemsing   | 94         | 8.         | NQ    | NQ      |

Kobiety
| Konkurencja   | Zawodnik       | Eliminacje | Eliminacje | Finał | Finał   |
| Konkurencja   | Zawodnik       | Wynik      | Pozycja    | Wynik | Pozycja |
| ------------- | -------------- | ---------- | ---------- | ----- | ------- |
| trampolina 3m | Truus Klapwijk | 287,3      | 6.         | NQ    | NQ      |
| trampolina 3m | Hendrika Bante | 270,6      | 7.         | NQ    | NQ      |

### Strzelectwo
| Konkurencja                 | Zawodnik                                                                                | Finał | Finał   |
| Konkurencja                 | Zawodnik                                                                                | Wynik | Pozycja |
| --------------------------- | --------------------------------------------------------------------------------------- | ----- | ------- |
| pistolet szybkostrzelny 25m | François Marits                                                                         | 16    | 21.     |
| pistolet szybkostrzelny 25m | Dingenis de Wilde                                                                       | 15    | 30.     |
| pistolet szybkostrzelny 25m | Sikke Bruinsma                                                                          | 15    | 15.     |
| pistolet szybkostrzelny 25m | Jan van Balkum                                                                          | 13    | 40.     |
| karabin dowolny leżąc 600 m | Hendrik de Grijff                                                                       | 76    | 45.     |
| karabin dowolny leżąc 600 m | Johannes Scheuter                                                                       | 64    | 63.     |
| karabin dowolny leżąc 600 m | Carel de Iongh                                                                          | 62    | 65.     |
| karabin dowolny leżąc 600 m | Albert Langereis                                                                        | 55    | 69.     |
| karabin dowolny drużynowo   | Albert Langereis Carel de Iongh Gerrit Bouwhuis François Kortleven Adrianus van Korlaar | 458   | 16.     |

### Szermierka
| szpada indywidualnie | Willem van Blijenburgh                                                                                         | Sigurd Akre Rui Mayer Gaston Cornereau Wenceslao Paunero Peter Ryefelt Arthur Lyon Robert Montgomerie Jan Tille                                               |     | N/A                                                                                       | N/A   | Frédéric Fitting Renzo Compagna Trifon Triandafilakos Mßrio de Lopez Allan Milner Armand Massard Paul Anspach Conrado Rolando Robert Frater Bror Lagercrantz |         | NQ | NQ      | NQ | NQ      | NQ   |    |    |    |    |
| szpada indywidualnie | Wouter Brouwer                                                                                                 | Nils Hellsten Renzo Compagna Léon Tom Mßrio de Lopez Trifon Triandafilakos Héctor Belo Félix de Pomés Frithjof Lorentzen Ahmed Hassanein                      |     | N/A                                                                                       | N/A   | Ramón Fonst Carl Gripenstedt Henri Jacquet George Breed Gaston Cornereau Peter Ryefelt Rui Mayer Léon Tom Pedro Nazar                                        |         | NQ | NQ      | NQ | NQ      | NQ   |    |    |    |    |
| szpada indywidualnie | Pieter van Boven                                                                                               | George Calnan Gustaf Lindblom Konstantinos Nikolopoulos Joseph Misrahi Frederico Paredes Ernest Gevers Viggo Stilling-Andersen Johan Falkenberg Carlos Miguel |     | N/A                                                                                       | N/A   | Georges Buchard Eugene Empeyta Nils Hellsten Virgilio Mantegazza Charles Biscoe Joseph Misrahi Sigurd Akre Ernest Gevers Wenceslao Paunero                   |         | NQ | NQ      | NQ | NQ      | NQ   |    |    |    |    |
| szpada indywidualnie | Jan de Beaufort                                                                                                | Domingo García Ramón Fonst Raoul Heide Henri Jacquet Bror Lagercrantz Georges Buchard Jens Berthelsen Francisco Bollini António de Castro                     |     | N/A                                                                                       | N/A   | NQ | NQ      | NQ | NQ      | NQ | NQ      | NQ   |    |    |    |    |
| szpada drużynowo     | Jan de Beaufort Wouter Brouwer Adrianus de Jong Pieter van Boven Henri Wijnoldy-Daniëls Willem van Blijenburgh | |     |                                                                                           |       | Portugalia · Urugwaj · Dania | W P     | N/A | N/A     | Francja · Włochy | P       | NQ   | NQ | NQ | NQ | NQ |
| floret indywidualnie | Nicolaas Nederpeld                                                                                             | Édouard Fitting |     | Maurice Van Damme Frithjof Lorentzen Gil de Andrade Pedro Mendy Harold Bloomer            | P W P | NQ | NQ      | NQ | NQ      | NQ | NQ      | NQ   |    |    |    |    |
| floret indywidualnie | Paul Kunze | Jens Berthelsen Santiago García | P W | Roberto Larraz Jacques Coutrot Balthasar De Beukelaer Johan Falkenberg Frederick Sherriff | P W   | NQ | NQ      | NQ | NQ      | NQ | NQ      | NQ   |    |    |    |    |
| floret indywidualnie | Adrianus de Jong                                                                                               | Edgar Seligman George Calnan Erik Sjøqvist Félix de Pomés | P W | Edgar Seligman Ivan Osiier Kurt Ettinger Frédéric Fitting Santiago García                 | P W   | NQ | NQ      | NQ | NQ      | NQ | NQ      | NQ   |    |    |    |    |
| floret drużynowo     | Arianus de Jong Paul Kunze Félix Vigeveno Henri Wijnoldy-Daniëls Nicolaas Nederpeld                            | Argentyna · Stany Zjednoczone | P   | N/A                                                                                       | N/A   | NQ | NQ      | NQ | NQ      | NQ | NQ      | NQ   |    |    |    |    |
| szabla indywidualnie | Adrianus de Jong                                                                                               | N/A | N/A | N/A                                                                                       | N/A   | Konstandinos Kodzias János Garay Pedro Mendy Sigurd Akre Fuat Balkan                                                                                         | W P W   | Roger Ducret Marcello Bertinetti Zoltán Schenker Omer Berck Raúl Sola Robin Dalglish Domingo Mendy Laurence Castner      | P W P W | Sándor Pósta Roger Ducret János Garay Zoltán Schenker Ivan Osiier Georges Conraux Horacio Casco Oreste Puliti Marcello Bertinetti Bino Bini Giulio Sarrocchi | P W P W | 5.   |    |    |    |    |
| szabla indywidualnie | Maarten van Dulm                                                                                               | N/A | N/A | N/A                                                                                       | N/A   | Marcello Bertinetti Laurence Castner Omer Berck Rafael Fernández Julißn de Olivares                                                                          | P W     | Oreste Puliti Sándor Pósta Horacio Casco Giulio Sarrocchi HÚctor Belo Marc Perrodon Robert Feyerick Konstandinos Kodzias | P W P W | NQ | NQ      | NQ   |    |    |    |    |
| szabla indywidualnie | Cornelis Ekkart                                                                                                | N/A | N/A | N/A                                                                                       | N/A   | Horacio Casco Conrado Rolando Bino Bini Jules Maés John Gignoux Svend Munck                                                                                  | P W P W | NQ | NQ      | NQ | NQ      | NQ   |    |    |    |    |
| szabla indywidualnie | Jan van der Wiel                                                                                               | N/A | N/A | N/A                                                                                       | N/A   | Roger Ducret Ivan Osiier Zoltán Schenker Robin Dalglish Chauncey McPherson Manuel Toledo                                                                     | P W     | NQ | NQ      | NQ | NQ      | NQ   |    |    |    |    |
| szabla drużynowo     | Jan van der Wiel Arie de Jong Henri Wijnoldy-Daniëls Jetze Doorman Hendrik Scherpenhuijzen Maarten van Dulm    | Stany Zjednoczone · Urugwaj · Polska | W   | N/A                                                                                       | N/A   | Argentyna · Hiszpania | P W     | Węgry · Francja | W       | Włochy · Węgry · Czechy | P W     | brąz |    |    |    |    |

Kobiety
| Konkurencja          | Zawodnik                   | Ćwierćfinał                                                                   | Ćwierćfinał | Półfinały  | Półfinały | Finał      | Finał | Pozycja |
| Konkurencja          | Zawodnik                   | Przeciwnik                                                                    | Wynik       | Przeciwnik | Wynik     | Przeciwnik | Wynik | Pozycja |
| -------------------- | -------------------------- | ----------------------------------------------------------------------------- | ----------- | ---------- | --------- | ---------- | ----- | ------- |
| floret indywidualnie | Adriana Admiraal-Meijerink | Lucienne Prost Judith Morgenthaler Hanna Olsen Ingeborg Buhl Muriel Freeman   | P W P       | NQ         | NQ        | NQ         | NQ    | NQ      |
| floret indywidualnie | Johanna de Boer            | Ellen Hamilton Yutta Barding Michele Bory Gladys Daniell Wanda Dubieńska      | P W         | NQ         | NQ        | NQ         | NQ    | NQ      |
| floret indywidualnie | Johanna Stokhuyzen-de Jong | E. Fitting Elsa Hellquist Ellen Osiier Gladys Davies Yvonne Conte Irma Hopper | 'P 'P       | NQ         | NQ        | NQ         | NQ    | NQ      |

### Tenis ziemny
| Konkurencja | Zawodnik                             | 1 runda                                                   | 2 runda                                              | 3 runda                                   | 4 runda          | Ćwierćfinały                                  | Półfinały                                      | Finał                                          | Miejsce |
| Konkurencja | Zawodnik                             | Przeciwnik Wynik                                          | Przeciwnik Wynik                                     | Przeciwnik Wynik                          | Przeciwnik Wynik | Przeciwnik Wynik                              | Przeciwnik Wynik                               | Przeciwnik Wynik                               | Miejsce |
| ----------- | ------------------------------------ | --------------------------------------------------------- | ---------------------------------------------------- | ----------------------------------------- | ---------------- | --------------------------------------------- | ---------------------------------------------- | ---------------------------------------------- | ------- |
| Singiel (m) | Hendrik Timmer                       | BYE                                                       | Einer Ulrich W 3:2 (6:3,2:6,1:6,6:2,6:3)             | Masanosuke Fukuda P 1:3 (6:8,4:6,7:5,4:6) | NQ               | NQ                                            | NQ                                             | NQ                                             | NQ      |
| Singiel (m) | Christiaan van Lennep                | BYE                                                       | Héctor Cattaruzza W 3:0 (6:3,6:1,6:1)                | Watson Washburn P 1:3 (6:2,1:6,1:6,2:6)   | NQ               | NQ                                            | NQ                                             | NQ                                             | NQ      |
| Singiel (m) | Gerard Leembruggen                   | BYE                                                       | John Brian Gilbert P 0:3 (1:6,10:12,1:6)             | NQ                                        | NQ               | NQ                                            | NQ                                             | NQ                                             | NQ      |
| Singiel (m) | Marius van der Feen                  | BYE                                                       | Mohammed Sleem P 0:3 (4:6,1:6,4:6)                   | NQ                                        | NQ               | NQ                                            | NQ                                             | NQ                                             | NQ      |
| debel (m)   | Christiaan van Lennep Hendrik Timmer | Masanosuke Fukuda Asaji Honda P 2:3 (4:6,6:1,3:6,6:1,2:6) | NQ                                                   | N/A                                       | N/A              | NQ                                            | NQ                                             | NQ                                             | NQ      |
| debel (m)   | Maas van der Feen Gerard Leembruggen | Jan Koželuh Ladislav Žemla P 0:3 (3:6,2:6,3:6)            | NQ                                                   | N/A                                       | N/A              | NQ                                            | NQ                                             | NQ                                             | NQ      |
| singiel (k) | Cornelia Bouman                      | N/A                                                       | Marthe Dupont W 2:0 (8:6,6:4)                        | Molla Mallory P 0:0 (7:9,0:6)             | N/A              | NQ                                            | NQ                                             | NQ                                             | NQ      |
| mikst       | Cornelia Bouman Hendrik Timmer       | Lily von Essen Charles Wennergren W 2:0 (6:4,6:4)         | Ilona Várady-Péter Aurél von Kelemen W 2:0 (6:4,6:2) | N/A                                       | N/A              | Phyllis Covell Leslie Godfree W 2:0 (6:1,7:5) | Marion Jessup Vincent Richards P 0:2 (3:6,0:6) | Kathleen McKane John Brian Gilbert W 2:0 (W/o) | brąz    |

### Wioślarstwo
| Konkurencja           | Zawodnik | Półfinał | Półfinał | Repasaże | Repasaże | Finał  | Finał | Pozycja |
| Konkurencja           | Zawodnik | Czas     | M.       | Czas     | M.       | Czas   | M.    | Pozycja |
| --------------------- | --- | -------- | -------- | -------- | -------- | ------ | ----- | ------- |
| Jedynka               | Constant Pieterse                                                                                                 | b.d      | 2.       | b.d      | 3.       | NQ     | NQ    | NQ      |
| dwójka bez sternika   | Teun Beijnen Willy Rösingh                                                                                        |          | 1.       | N/A      | N/A      | 8:19,4 | 1.    | złoto   |
| Czwórka ze sternikiem | Jacob Brandsma Johannes Brandsma Louis Dekker Dirk Fortuin Jean van Silfhout                                      | 7:08,0   | 1.       | N/A      | N/A      | DNF    | DNF   | DNF     |
| ósemka                | Simon Bon Jacob Cremer Cornelis Eecen Antony Fennema Roelof Hommema Hendrik Rijnders Gerrit Tromp Egbertus Waller | b.d      | 3.       | NQ       | NQ       | NQ     | NQ    | NQ      |

### Zapasy
| Zawodnik                      | Konkurencja         | Runda pierwsza   | Runda druga           | Runda trzecia          | Runda czwarta           | Runda piąta      | Runda szósta     | Runda siódma     | Runda finałowa   | Pozycja |
| Zawodnik                      | Konkurencja         | Przeciwnik Wynik | Przeciwnik Wynik      | Przeciwnik Wynik       | Przeciwnik Wynik        | Przeciwnik Wynik | Przeciwnik Wynik | Przeciwnik Wynik | Przeciwnik Wynik | Pozycja |
| ----------------------------- | ------------------- | ---------------- | --------------------- | ---------------------- | ----------------------- | ---------------- | ---------------- | ---------------- | ---------------- | ------- |
| styl klasyczny waga kogucia   | Johannes van Maaren | Alberts Krievs W | Georgios Zervinis W   | József Tasnádi p       | Armand Magyar p         | NQ               | NQ               | N/A              | N/A              | 9.      |
| styl klasyczny waga lekka     | Carl Coerse         | Francisco Solé W | Charles Frisenfeldt p | František Kratochvíl p | NQ                      | NQ               | NQ               | N/A              | N/A              | 13.     |
| styl klasyczny waga średnia   | Jan Reinderman      | Joseph Domas W   | Dürü Sade W           | Edvard Westerlund p    | Robert Christoffersen p | NQ               | NQ               | NQ               | N/A              | 9.      |
| styl klasyczny waga średnia   | Wilhelmus Doll      | Kārlis Vilciņš p | Carl Nilsson p        | NQ                     | NQ                      | NQ               | NQ               | NQ               | N/A              | 20.     |
| styl klasyczny waga półciężka | Antonie Misset      | Jean Baumert W   | Stevan Nađ W          | Onni Pellinen p        | Ibrahim Mustafa p       | NQ               | NQ               | NQ               | N/A              | 6.      |
| styl klasyczny waga półciężka | Jan Muijs           | Svend Nielsen p  | Béla Varga p          | NQ                     | NQ                      | NQ               | NQ               | NQ               | N/A              | 12.     |
| styl klasyczny waga ciężka    | Jan Sint            | Aleardo Donati W | Poul Hansen p         | Edil Rosenqvist p      | NQ                      | NQ               | NQ               | N/A              | N/A              | 9.      |
| styl klasyczny waga ciężka    | Jaap Sjouwerman     | Léon Pottier p   | Ottó Szelky p         | NQ                     | NQ                      | NQ               | NQ               | N/A              | N/A              | 13.     |

### Żeglarstwo
| Zawodnik                             | Konkurencja        | Eliminacje       | Eliminacje        | Eliminacje         | Półfinały        | Półfinały         | Punkty | Finałowa pozycja |
| Zawodnik                             | Konkurencja        | Wyścig I miejsce | Wyścig II miejsce | Wyścig III miejsce | Wyścig I miejsce | Wyścig II miejsce | Punkty | Finałowa pozycja |
| ------------------------------------ | ------------------ | ---------------- | ----------------- | ------------------ | ---------------- | ----------------- | ------ | ---------------- |
| Johan Hin                            | monotyp olimpijski | 8.               | 1.                | N/A                | 7.               | 2.                | 10     | 5.               |
| Joop Carp Anthonij Guépin Jan Vreede | klasa 6 metrów     | 2.               | DNF               | 2.                 | 2.               | 3.                | 5      | brąz             |